# Diabetessjuksköterska
En diabetessjuksköterska är i Sverige en sjuksköterska med specialistutbildning inom diabetesvård. Utbildningen till diabetessjuksköterska är en universitetsutbildning på avancerad nivå för legitimerade sjuksköterskor.

## Roll och arbetsuppgifter
I en diabetessköterskas vanliga arbetsuppgifter ingår patientutbildning, uppföljning av patienter samt insättning och justering av läkemedelsbehandling för diabetes i samråd med läkare. Sköterskan kan fungera som ett stöd, ägna sig åt rådgivning och vid behov förmedla kontakter med övriga vårdgivare. Omfattningen av arbetet varierar mellan arbete på primärvårdsnivå med omhändertagande av patienter med diabetes typ 2 och arbete på sjukhusanslutna mottagningar för patienter med diabetes typ 1. Ansvar för patienter med diabetes typ 1 inom barn- och ungdomssjukvård anses särskilt tidskrävande. Svensk Förening för Sjuksköterskor i Diabetesvård har tagit fram ledtal för hur många patienter en heltidsarbetande diabetessköterska kan förväntas ta ansvar för. Vid arbete i primärvård med typ 2-diabetiker föreslås en lista på högst 400 patienter, medan ansvar för diabetes typ 1-patienter föreslås medföra ett listtak på 200 vuxna eller 70 barn och ungdomar.
Målsättningen för svensk diabetessjukvård är att bedriva teamarbete där diabetessköterskor och diabetesansvariga läkare har centrala roller. I ett sådant team kan även dietist, fotvårdsterapeut, fysioterapeut och kurator ingå. Tillgång till diabetessjuksköterska räknas som en kvalitetsindikator i Socialstyrelsens nationella riktlinjer för diabetesvård.

## Historia
När de första mottagningarna (kallade diabetesdispensärer) öppnade i Sverige fanns ingen specialistutbildning för sjuksköterskor inom kunskapsområdet. Under 1960-talet genomfördes en utredning av dåvarande Medicinalstyrelsen och i samband med det skedde organisatoriska förändringar av diabetessjukvården. Landets första diabetessjuksköterska Kerstin Sparre började sedan sin tjänst på Karolinska sjukhusets diabetesmottagning mot slutet av 1960-talet. Flera andra större sjukhus följde efter och anställde egna diabetessköterskor i början av 1970-talet.